# Arev Dorsa
Gli Arev Dorsa sono una struttura geologica della superficie di Venere.